# Pavetta fascifolia
Pavetta fascifolia är en måreväxtart som beskrevs av Cornelis Eliza Bertus Bremekamp. Pavetta fascifolia ingår i släktet Pavetta och familjen måreväxter. Inga underarter finns listade i Catalogue of Life.